# 苏扎纳波利斯
苏扎纳波利斯是巴西圣保罗州的一个市镇。总面积327.889平方公里，总人口3421人，人口密度10.4人/平方公里。